# L'Héritier / Le Groupe W
Pour les articles homonymes, voir L'Héritier et Groupe W.

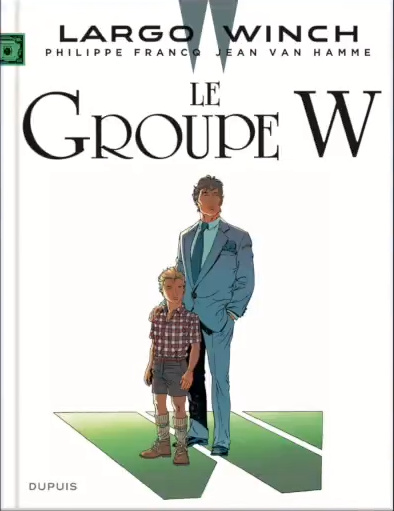
Le Groupe W.

L'Héritier et Le Groupe W sont deux bandes dessinées réalisées par Jean Van Hamme (scénario) et Philippe Francq (dessinateur), formant un diptyque appartenant à la série Largo Winch, et éditées respectivement en 1990 et 1991 par Dupuis dans la collection Repérages.
Ce diptyque constitue les premier et deuxième tomes de la série.

## Résumé
À la tête d'un puissant empire industriel et financier, le groupe W, Nerio Winch s'apprête à passer la main à son fils adoptif Largo, élevé dans le plus grand secret. Cependant, un proche collaborateur de Nerio a eu vent de cet héritier incongru et mettra tout en œuvre pour le faire disparaître et s'emparer du groupe à sa place.

## Personnages
Outre les personnages récurrents de la série, dont on fait connaissance dès le début de la série (Simon, Freddy, Marilyn, Penny et l'ensemble des administrateurs du groupe), on trouve dans ces deux albums :
- Charity Atkinson : fille d'un diplomate britannique en Turquie, elle va aider Largo à échapper à la police turque et en tombera amoureuse. On la retrouvera par la suite dans quelques péripéties du héros, jusqu'à ce qu'elle se lasse d'être délaissée par son amant ;
- Ernst Gleiber : bûcheron alpin à qui Nerio Winch a confié l'éducation de Largo ainsi que la gestion de la Zukunft Anstalt, le holding qui détient les parts du groupe W. Ernst est assassiné ;
- Hannah Gleiber : femme de Ernst Gleiber. Elle est elle aussi assassinée.

## Publications en français

### Albums
- L'Héritier, Dupuis, collection Repérages, 1990  (ISBN 2-8001-1791-5)
- Le Groupe W, Dupuis, collection Repérages, 1991  (ISBN 2-8001-1832-6)